# Världsmästerskapet i volleyboll för damer
Världsmästerskapet i volleyboll för damer har arrangerats sedan 1952 av Fédération Internationale de Volleyball (FIVB). Det första mästerskapets hölls i (och vanns av) Sovjetunionen. Sovjetunionen/Ryssland har varit också varit det mest framgångsrika laget med totalt 7 vinster.
Mästerskapen hålls vart fjärde år fram till 2022. Ursprungligen hölls mästerskapen samma år som olympisk spelen. I samband med att volleyboll blev en olympisk sport 1964 ändrade FIVB tidpunkten för mästerskapet så att det hölls jämna år mellan de olympiska sommarspelen från och med 1962. Den planerade värden för mästerskapen 1966, Peru, drog sig dock ur i ett sent skede. Detta gjorde att de dröjde till början av 1967 innan mästerskapen kunde hållas i Japan. Fram till 1962 Sedan 2025 hålls mästerskapen vartannat år.

## Upplagor
| Säsong               | Säsong                                                                   | Podium        | Podium        | Podium                 | Podium          |
| År                   | Spelplats                                                                | Guld          | Silver        | Brons                  | Fyra            |
| -------------------- | ------------------------------------------------------------------------ | ------------- | ------------- | ---------------------- | --------------- |
| 1952 mer information | Moskva                                                                   | Sovjetunionen | Polen         | Tjeckoslovakien        | Bulgarien       |
| 1956 mer information | Paris                                                                    | Sovjetunionen | Rumänien      | Polen                  | Tjeckoslovakien |
| 1960 mer information | Rio de Janeiro                                                           | Sovjetunionen | Japan         | Tjeckoslovakien        | Polen           |
| 1962 mer information | Moskva                                                                   | Japan         | Sovjetunionen | Polen                  | Bulgarien       |
| 1967 mer information | Tokyo prefektur                                                          | Japan         | USA           | Sydkorea               | Peru            |
| 1970 mer information | Varna                                                                    | Sovjetunionen | Japan         | Nordkorea              | Ungern          |
| 1974 mer information | Guadalajara                                                              | Japan         | Sovjetunionen | Sydkorea               | Östtyskland     |
| 1978 mer information | Sankt Petersburg                                                         | Kuba          | Japan         | Sovjetunionen          | Sydkorea        |
| 1982 mer information | Lima, Arequipa, Chiclayo, Ica, Tacna och Trujillo                        | Kina          | Peru          | USA                    | Japan           |
| 1986 mer information | Prag                                                                     | Kina          | Kuba          | Peru                   | Östtyskland     |
| 1990 mer information | Peking, Shanghai och Shenyang                                            | Sovjetunionen | Kina          | USA                    | Kuba            |
| 1994 mer information | São Paulo och Belo Horizonte                                             | Kuba          | Brasilien     | Ryssland               | Sydkorea        |
| 1998 mer information | Tokyo prefektur                                                          | Kuba          | Kina          | Ryssland               | Brasilien       |
| 2002 mer information | Berlin, Bremen, Dresden, Leipzig, Münster, Riesa, Schwerin och Stuttgart | Italien       | USA           | Ryssland               | Kina            |
| 2006 mer information | Japan                                                                    | Ryssland      | Brasilien     | Serbien och Montenegro | Italien         |
| 2010 mer information | Tokyo prefektur                                                          | Ryssland      | Brasilien     | Japan                  | USA             |
| 2014 mer information | Italien                                                                  | USA           | Kina          | Brasilien              | Italien         |
| 2018 mer information | Hamamatsu, Kobe, Nagoya, Osaka, Sapporo och Yokohama                     | Serbien       | Italien       | Kina                   | Nederländerna   |
| 2022 mer information | Nederländerna och Polen                                                  | Serbien       | Brasilien     | Italien                | USA             |

## Medaljliga
| Pos. | Lag                    | Guld | Silver | Brons | Fyra |
| ---- | ---------------------- | ---- | ------ | ----- | ---- |
| 1    | Sovjetunionen          | 5    | 2      | 1     | -    |
| 2    | Japan                  | 3    | 3      | 1     | 1    |
| 3    | Kuba                   | 3    | 1      | -     | 1    |
| 4    | Kina                   | 2    | 3      | 1     | 1    |
| 5    | Ryssland               | 2    | -      | 3     | -    |
| 6    | Serbien                | 2    | -      | -     | -    |
| 7    | USA                    | 1    | 2      | 2     | 2    |
| 8    | Italien                | 1    | 1      | 1     | 2    |
| 9    | Brasilien              | -    | 4      | 1     | 1    |
| 10   | Polen                  | -    | 1      | 2     | 1    |
| 11   | Peru                   | -    | 1      | 1     | 1    |
| 12   | Rumänien               | -    | 1      | -     | -    |
| 13   | Sydkorea               | -    | -      | 2     | 2    |
| 14   | Tjeckoslovakien        | -    | -      | 2     | 1    |
| 15   | Nordkorea              | -    | -      | 1     | -    |
|      | Serbien och Montenegro | -    | -      | 1     | -    |
| 17   | Bulgarien              | -    | -      | -     | 2    |
|      | Östtyskland            | -    | -      | -     | 2    |
| 19   | Nederländerna          | -    | -      | -     | 1    |
|      | Ungern                 | -    | -      | -     | 1    |